# Andrew Keegan
Andrew Keegan Heying (ur. 29 stycznia 1979 w Los Angeles) − amerykański aktor.

## Życiorys
Urodził się w Los Angeles syn fryzjerki Lany (z domu Ocampo) i Larry’ego Heyinga, aktora głosowego. Jego matka to Kolumbijka, ojciec zaś pochodzi z Nebraski. Jego rodzina miała pochodzenie niemieckie i czeskie ze strony ojca, Młodszy brat Keegana, Casey (ur. 12 lipca 1980), także zajmuje się aktorstwem. Uczęszczał do Valley Professional School.
Wśród popularnych tytułów, w których zagrał, znajdują się komedie Zakochana złośnica (10 Things I Hate About You, 1999) i Liga złamanych serc (The Broken Hearts Club: A Romantic Comedy, 2000) oraz dreszczowcu O-Otello (O, 2001). W pierwszym i ostatnim z tych filmów partnerował Julii Stiles. 
Telewidzom stał się znany między innymi z występów w serialach: Pełna chata, Ich pięcioro, Sabrina, nastoletnia czarownica czy Siódme niebo. 
W roku 2009 zadebiutował jako aktor teatralny, wcielając się w postać Rigby’ego w wielokrotnie nagrodzonej sztuce Erika Pattersona He Asked For It.